# Phoma glycinicola
Phoma glycinicola är en lavart som beskrevs av Gruyter & Boerema 2002. Phoma glycinicola ingår i släktet Phoma, ordningen Pleosporales, klassen Dothideomycetes, divisionen sporsäcksvampar och riket svampar.   Inga underarter finns listade i Catalogue of Life.